# Чаморро Боланьос, Диего Мануэль
 Диего Мануэль Чаморро Боланьос  (исп. Diego Manuel Chamorro Bolaños; 9 августа 1861, Нандаиме, департамент Гранада, Никарагуа — 13 октября 1923, Манагуа, Никарагуа) — никарагуанский политический деятель, Президент Никарагуа в 1921 — 1923 годах.

## Биография
Диего Мануэль Чаморро Боланьос родился 9 августа 1861 года в Нандаиме (департамент Гранада), в семье Педро Хоакина Чаморро Альфаро и Марии де ла Лус Боланьос Бенданья (исп. María de la Luz Bolaños  Bendaña; родилась в 1828 году). Он принадлежал к влиятельному роду Чаморро, гранадских консерваторов, магнатов животноводческого юга страны. Его отец был президентом страны в 1875—1879 годах и приходился единокровным братом Фруто Чаморро Пересу, первому президенту Никарагуа (1854—1855).

### Карьера
Либеральная революция 1893 года положила конец безраздельному господству консерваторов, и получивший хорошее образование Диего Чаморро надолго лишился возможности сделать политическую карьеру, достойную своей семьи. Только в 1910 году Консервативная партия вернулась к власти, и он почти сразу же занял пост министра иностранных дел в администрации Адольфо Диаса (1912—1917). В этом качестве Диего Чаморро принимал участие в работе ряда международных конференций. В 1917 году к власти в стране пришёл его племянник генерал Эмилиано Чаморро , что открыло перед Диего новые перспективы. В декабре 1919 года, когда США выступили против переизбрания генерала на очередной срок, тот начал поиск выгодного для себя преемника. В результате его дядя Диего Чаморро, с рождения принадлежавший у консервативной элите и считавшийся одним из виднейших интеллектуалов Никарагуа, был выдвинут кандидатом в президенты от Консервативной партии. Этот выбор не был одобрен партией и страной в целом, однако Эмилиано Чаморро обладал всеми возможностями, чтобы добиться своего.
Во время выборов в октябре 1920 года произошли кровавые столкновения, в ходе которых погибло много гражданских лиц и полицейских, а Государственный департамент США указал на грубые нарушения избирательного закона. Но результат был достигнут — Диего Мануэль Чаморро получил 66 974 голоса, его главный соперник Хуан Эстебан Гонсалес от либерально-унионистской коалиции 22 519 голосов, а третий кандидат, доктор Утрехо всего 934 голоса.

### Президентство

#### Общий кризис
И либералы, и сами консерваторы не признавали итоги голосования, считая их навязанными стране правительством США, но Диего Чаморро беспрепятственно вступил на пост президента. Его приход к власти совпал с начавшимся экономический спад, который наложился на общее недовольство отсутствием законности и фальсифицированными выборами. В конце года взявшаяся за оружие оппозиция организовала вторжение из Гондураса антиправительственных сил. В стране ввели военное положение, а к северной границе были переброшены воинские части, которые остановили восставших. Но рейд оппозиции вызвал затяжной пограничный конфликт с Гондурасом. Неудачное вторжение не представляло серьёзной военной угрозы, однако способствовало росту политической нестабильности и ухудшению экономического положения государства. Н. С. Леонов писал, что период правления Чаморро  «стал для страны временем расцвета коррупции, разложения правительственного аппарата»  . В этих условиях правительство согласилось на реформу избирательного закона и запросило военной помощи у США. Просьба была удовлетворена — уже 25 ноября 1921 года в порт Коринто прибыла партия американских боеприпасов общим весом в 500 тонн.
Эти меры не укрепили положения Чаморро: 21 мая 1922 года группа его однопартийцев-консерваторов захватила крепость Ла Лома в Манагуа и удерживала её 8 часов. Армия ничего не смогла сделать, и только после вмешательства морской пехоты США мятежники были разоружены. Но вскоре группы теперь уже либералов атаковали города Леон и Чинандега. В стране снова было введено военное положение и правительство, вынужденное бороться со всеми политическими силами страны, в том числе и с оппозицией в правящей партии, начало поиск политического выхода из кризиса. Чтобы ослабить напряжённость в стране оно сделало ставку на принятие нового избирательного закона и на реорганизацию армии с помощью США. Президенту также удалось отстоять в Конгрессе денежную реформу и развернуть программу приватизации общего образования, поощрявшую создание новых частных образовательных центров.

#### Против Центральноамериканской республики
Тяжёлые внутренние проблемы, которые для правительства Чаморро не поддавались решению, осложнялись внешнеполитическими изменениями. В 1921 году в Центральной Америке начался процесс восстановления единого государства, распавшегося в середине XIX века. Но идея центральноамериканского единства, поддерживаемая главным образом либералами, была неприемлема для никарагуанских консерваторов, ориентировавшихся на США. Диего Чаморро отверг предложения о вхождении Никарагуа в новое государство, что повлекло за собой отказ Коста-Рики, которая не имела общей границы с Гондурасом и Сальвадором. Но на севере региона процесс продолжался. Представители Гватемалы, Гондураса и Сальвадора собрались Тегусигальпе, где 1 октября 1921 года была провозглашена Республика Центральной Америки. В США была послана делегацию, которая должна была добиться её дипломатического признания.
Диего Чаморро вступил в борьбу с новой республикой и с продолжавшимися попытками объединения. В 1922 году он отклонил предложение принять участие в новом объединительном процессе и направить делегатов в Учредительное собрание Центральной Америки. Но сам Диего Чаморро при этом отправился на встречу в Тегусигальпу как наблюдатель и изложил там свою позицию. Он объяснил нежелание присоединиться к Республике пограничным конфликтом с Гондурасом, переворотом в Гватемале и предупреждением США о том, что они не потерпят нарушения стабильности в регионе.
Пока внутренние противоречия разрушали новое государство, Диего Чаморро пошёл тем же путём, каким развивались события после недавнего провала попытки Хосе Сантоса Селайи объединить Центральную Америку. Идее объединения пяти стран была противопоставлена идея их интеграции как независимых государств. Чаморро заручился поддержкой США и Гондураса и выступил с инициативой подписания второго Общего договора о мире и дружбе, наподобие того, что был подписан в 1907 году. Вскоре в порту Коринто на борту крейсера «Tacoma» прошла предварительная встреча лидеров ряда стран, а 7 февраля 1923 в Вашингтоне был подписан сам договор. Он предусматривал отказ от признания правительств, которые пришли к власти насильственным путём, в результате переворота или революции, либо путём нарушения конституции. Договор указывал, что выборы в странах Центральной Америки должны проводиться в соответствии с законом, устанавливал ограничения вооружений и учреждал международные суды для разрешения межгосударственных конфликтов в регионе.

#### Закон Доддса
События 1921 года заставили Диего Чаморро уступить давлению США и взяться за выработку нового избирательного закона. В декабре того же года никарагуанское правительство наняло для этой цели молодого профессора колледжа, секретаря Национальной муниципальной лиги США Гарольда Доддса. Это решение вызвало воодушевление у находившихся в оппозиции либералов, но не приветствовалось призвавшими Додда консерваторами, видевшими в реформе угрозу своему выгодному положению. Когда в феврале 1922 года Доддс прибыл в Никарагуа, он столкнулся с немалыми трудностями, так как и сам Диего Чаморро, хоть и был политиком проамериканским, считал инициативу США посягательством на свою власть.
Несмотря на это проект закона был готов уже к октябрю 1922 года. Он давал избирательные права мужчинам старше 21 года, при этом те, кто умел читать и писать или был женат, могли голосовать с 18 лет. Партии должны были направлять своих представителей в центральные и местные избирательные комиссии. Размеры избирательных округов были уменьшены для облегчения предварительной регистрации избирателей.
Эти реформы вызвали смятение в контролировавшемся консерваторами Конгрессе Никарагуа, и Государственному департаменту США пришлось официально напомнить Чаморро о его обещаниях. Принятие закона продвигалось с трудом, и конгресс пытался внести в него одну поправку за другой. Но 7 февраля 1923 года был подписан Общий договор о мире и дружбе стран Центральной Америки, установивший общую процедуру выборов для всех пяти стран региона, и это поставило точку в спорах. После двух месяцев проволочек, 16 марта 1923 года Конгресс Никарагуа принял избирательный закон, известный как «Закон Доддса». Но никарагуанскому президенту, который намеревался избираться на новый срок, не было суждено столкнуться с его реализацией.
 Диего Мануэль Чаморро Боланьос  скоропостижно скончался 12 октября 1923 года в президентском дворце в Манагуа. Власть временно перешла к министру внутренних дел Росендо Чаморро .

## Частная жизнь
Диего Мануэль Чаморро был женат на Долорес Боланьос-и-Чаморро (исп. Dolores Bolaños y Chamorro) и имел двоих детей: дочь Мерседес Чаморро Боланьос (исп. Mercedes Chamorro y Bolaños), которая вышла замуж за Фернандо Чаморро-и-Чаморро, и сына Диего Мануэля Чаморро-и-Боланьоса (исп. Diego Manuel Chamorro y Bolaños).

## Сочинения
- Diego Manuel Chamorro, El panterismo nicaragüense./ Imprenta Pujol, 1898 Всего страниц: 47
- Mensaje del señor presidente de la república, Dr. Diego Manuel Chamorro : dirigido al Congreso Nacional, diciembre de 1921. / Managua [Nicaragua], Tipografía y Encuadernación Nacionales, 1921 Всего страниц: 28
- Diego Manuel Chamorro Bolaños Discursos, 1907—1921/ Tipografía y Encuadernación Nacionales, 1923 Всего страниц: 201